# لگو مانکی کید
لگو مانکی کید (به انگلیسی: LEGO Monkie Kid) (به چینی: 悟空小侠) یک تم لگو است که از شخصیت شاه میمون و سیر باختر الهام‌گرفته می‌باشد. این مجموعه تحت لیسانس گروه لگو تولید شده است. این تم نخستین بار در مهٔ سال ۲۰۲۰ معرفی گردید.  خط تولید اسباب‌بازی آن همراه با یک انیمیشن سریالی نیز عرضه شد که نخستین بار در چین و در ۲۹ مهٔ سال ۲۰۲۰ با پخش ویژه‌برنامهٔ لگو مانکی کید: قهرمانی متولد می‌شود به نمایش درآمد.

## مرور اجمالی
لگو مانکی کید از شاه میمون و سیر باختر الهام‌گرفته و بر ماجراهای مانکی کید و دوستانش متمرکز می‌باشد با انواع مختلف دیوها مبارزه می‌کنند که این دیوها قصد دارند شهر مگاپولیس را تصرف کنند.

## شخصیت‌ها

### مانکی کیدز
- مانکی کید (به اختصار «ام‌کی» 悟空小侠/齐小天، با صدای جک د سنا[۹]):[۱۰][۱۱][۱۲] شخصیت اصلی سریال؛ یک پسر جوان پیک نودل که توسط شاه میمون به‌عنوان جانشین جدیدش برای مبارزه با نیروهای پلید انتخاب شده است. او عصای طلایی شاه میمون را در دست دارد و تقریباً تمام قدرت‌های او به وی داده شده است.
- می (龙小娇، با صدای استفنی شی[۱۳]):[۱۰][۱۴] از نسل اژدهای افسانه‌ای اسب سفید و بهترین دوست ام‌کی می‌باشد. او قدرتی به نام هالهٔ اژدها در اختیار دارد تا با دشمنان بجنگد. وی در فصل سوم آتش سامادی رد سان را به دست می‌آورد.
- پیگزی (朱大廚، با صدای دیوید بی میچل[۱۵]):[۱۰][۱۶] صاحب جدی و سرآشپز اصلی رستوران پیگزی نودلز که نقش یک پدر را برای ام‌کی دارد. سلاح مورد برگزیدهٔ او شن‌کش است.
- سندی (沙大力، با صدای پاتریک سایتز[۱۷]):[۱۰][۱۸] یک غول رودخانه‌ای می‌باشد که پیش‌تر سربازی خشمگین بود. اما بعد از رفتن به درمان روانی برای کنترل عصبانیت، آرام شد. وقتی عصبانی می‌شود، چشمانش به رنگ بنفش می‌درخشد و گردنبند مرواریدش به توپ‌های آتشین تبدیل می‌شود. سلاح مورد پسند او عصای هلالی است. مینی‌فیگور سندی از فصل سوم عرضه شد. 
  - مو (毛، با صدای استفنی شی[۱۹]): گربهٔ درمانی خانگی سندی که در مأموریت‌ها همراه او حضور می‌یابد. او در ست‌های بعدی به یک بچه‌گربه به نام «بیبی مو» تبدیل می‌شود همزمان با عرضهٔ مینی‌فیگور سندی ادامه پیدا کند.
- تانگ (唐師傅، با صدا دیوید شن[۲۰]):[۱۶] مشتری ثابت رستوران پیگزی نودلز که اغلب در ازای دریافت نودل رایگان، برای ام‌کی داستان‌هایی دربارهٔ شاه میمون تعریف می‌کند (و این موضوع پیگزی را عصبانی می‌کند). در فصل سوم مشخص می‌شود که او قدرت دستکاری چی را دارد و سلاح منتخبش خاکارا است. گفته می‌شود او نسخهٔ تناسخ یافته سنجاقک طلایی (金蟬子) است که قبلاً به تانگ سان‌زانگ تبدیل شده بود.
- شاه میمون (با نام «سون ووکونگ» هم شناخته شده، 孫悟空، با صدای شان شمل[۲۱]):[۱۰][۲۲][۲۳][۲۴][۲۵] این قهرمان افسانه‌ای به خاطر سفر به غرب و مبارزه با دیوهای مختلف شهرت دارد. او بعدها در کوه میوهٔ گلی بازنشسته شد و ام‌کی را به‌عنوان جانشین جدیدش برای مبارزه با دیوهای شرور آموزش داد، او گهگاهی به تیم نیز کمک می‌کند.

## سریال تلویزیونی
لگو مانکی کید یک انیمیشن سریالی تلویزیونی می‌باشد که که بر اساس شاه میمون و سفر به غرب ساخته شده و فصل‌های ۱ تا ۴ آن توسط فلایینگ بارک پروداکشنز و از فصل ۵ به بعد توسط وایلدبرین استودیوز تولید شده است تا هم‌زمان با عرضه مجموعه لگوهای این تم منتشر شود. این سریال نخستین بار در مالزی و از شبکه تی‌وی۳ در ۱۳ سپتامبر سال ۲۰۲۰، سپس در استرالیا از شبکهٔ چنل ۹ در ۱۳ مارس سال ۲۰۲۱، در بریتانیا از شبکه سی‌آی‌تی‌وی در ۹ مهٔ سال ۲۰۲۲ و بومرنگ در ۴ فوریهٔ سال ۲۰۲۳ پخش شد.